# 达达主义
达达主义（法語：或）是一场兴起于第一次世界大战时期的文艺运动，發源地是苏黎世，涉及视觉艺术、文学（主要是诗歌）、戏剧和美术设计等领域。达达主义是20世纪西方文艺发展历程中的一个重要流派，是因戰爭颠覆、摧毁旧有欧洲社会和文化秩序的产物。达达主义作为一场文艺运动持续的时间較短，然而其波及范围却很广，並对20世纪的所有现代主义文艺流派都产生了影响。

## 特征
达达主义者的活动包括公开集会、示威、出版艺术及文学期刊等等。在达达主义者的出版物中，充滿着对艺术、政治、文化的热情洋溢的评述和见解。
达达主义的主要特徵包括：追求清醒的非理性状态、拒绝约定俗成的艺术标准、幻灭感、愤世嫉俗；追求无意、偶然和随兴而做的境界等等。这场运动的诞生是对野蛮的第一次世界大战（1914-1918）的一种抗议。达达主义者们坚信是中产阶级的价值观催生了第一次世界大战，而这种价值观是一种僵化、呆板的压抑性力量，不仅仅体现在艺术上，还遍及日常生活的方方面面。达达主义运动影响了后来的一些文艺流派，包括超现实主义和激浪派。
达达主义者认为“达达”并不是一种艺术，而是一种“反艺术”。无论现行的艺术标准是什么，达达主义都与之针锋相对。由于艺术和美学相关，于是达达干脆就连美学也忽略了。传统艺术品通常要传递一些必要的、暗示性的、潜在的信息，而达达者的创作则追求“无意义”的境界。对于达达主义作品的解读完全取决於欣赏者自己的品味。此外，艺术诉求于给人以某种感观，而达达艺术品则要给人以某种“侵犯”。讽刺的是，尽管达达主义如此的反艺术，达达主义本身就是现代主义的一个重要的流派。“达达”作为对艺术和世界的一种注解，它本身也就变成了一种艺术。
达达主义运动的大部分参与者都深受虚无主义观点的影响，认为人类创造的一切都无实际价值，包括艺术在内。达达主义者进行艺术创作的根基在于机遇和偶然性因素。
达达主义的理念反映了第一次世界大战对许多人旧有价值观的颠覆力量。既然很难从无序的世界中找到实际的意义，那么便索性把这种无序当作是这个世界的某种天性，并以之去颠覆那些维系着旧秩序的旧美学体系。他们认为，正是这种旧的秩序导致了第一次世界大战这场惨绝人寰的人间悲剧。达达主义者试图通过对旧秩序的拒绝达到彻底瓦解旧秩序的目的。

## 历史

### “达达”一词的由来
关于“达达”一词的由来，历来众说纷纭。有些人认为这是一个没有实际意义的词，有一些人则认为它来自罗马尼亚艺术家查拉和詹可频繁使用的口头语“da, da”，在罗马尼亚语中意为“是的，是的”。最流行的一种说法是，1916年，一群艺术家在苏黎世集会，准备为他们的组织取个名字。他们随便翻开一本法德词典，任意选择了一个词，就是“dada”。在法语中，“达达”一词意为儿童玩耍用的摇木马。
因此，这场运动就被命名为“达达主义”，以昭显其随意性，而非一场一般意义上的“文艺运动”。

### 苏黎世
1916年，胡戈·巴尔、艾米·翰宁斯、特里斯坦·查拉、让·阿尔普、理查德·胡森贝克和苏菲·托伯等流亡苏黎世的艺术家在当地的“伏尔泰酒店”成立了一个文艺活动社团，他们通过讨论艺术话题和演出等方式来表达对战争，以及催生战争的价值观的厌恶。同年10月6日，这个组织正式取名为“达达”。
1916年7月14日，在这个组织的第一次公开集会上，巴尔公开宣读了所谓的“达达主义宣言”。1918年，查拉撰写了另外一份达达主义宣言，这份宣言被认为是达达主义最重要的宣言之一。在此之后，很多艺术家都发表过类似的宣言。一本名为《伏尔泰酒店》的期刊是这一运动前期的主要成果。
酒店停業之后，达达主义者的活动开始转移向一个新的画廊。不久，巴尔离开了欧洲，而查拉则开始大肆宣扬达达主义的观点。他给法国和意大利的艺术家和作家们写信，激烈的抨击他们的作品。很快，查拉便成为达达主义的领袖以及名副其实的战略统帅。
以查拉为舵手的苏黎世达达主义者们出版了一本名为《达达》的期刊。这本期刊1917年7月创刊，在苏黎世出版了5期，并在巴黎出版了最后两期。
1918年，第一次世界大战结束。旅居苏黎世的达达主义者们大多返回自己的国家，其中有一些人开始在其他城市宣扬达达主义思想。

### 柏林
德国的达达主义运动并不如其他国家的达达主义运动那样“反艺术”，而是具有非常显著的政治和社会变革色彩。德国的达达主义者热衷于发表煽动性的宣言，动用宣传和讽刺的力量，发动大规模的公众示威和政治活动。
1918年2月，理查德·胡森贝克在柏林第一次发表关于达达主义的演讲，并在同年年底发表了一篇达达主义宣言。汉纳·胡赫和乔治·格罗茨用达达主义的观点来表达对战后共产主义的同情。格罗茨和约翰·哈特菲德在这一时期共同发明了“摄影蒙太奇”技术。艺术家们出版了一系列政治刊物（都很短命），并在1920年举办了一场达达主义的国际展览会。
柏林的达达主义运动内部矛盾重重。库尔特·施威特斯纠集一些其他艺术家脱离了柏林的达达主义组织。施威特斯迁至汉诺威，并在那里发展了更具个人风格的达达主义。

### 科隆
1920年，马克思·恩斯特、约翰奈斯·西奥多·巴尔杰德和阿尔普在德国科隆举办了一场广受争议的达达主义展览。这场展览的核心观点就是艺术的虚无性和反中产阶级价值观。

### 纽约
在一战期间，美国纽约也和苏黎世一样成为大批流亡艺术家和作家栖身的场所。从法国流亡美国的艺术家马塞尔·杜尚和弗朗西·毕卡比亚结识了美国艺术家曼·雷。1916年，这三人成为美国“反艺术”运动的核心人物。曾经留学法国的美国艺术家比阿特丽斯·伍德后来也加入了这一团体。
纽约的艺术家们并没有以“达达主义者”自居，他们也从未发表过任何宣言或组织过任何政治活动。然而他们却通过自己的出版物对旧的艺术和文化体系进行大肆的炮轰，这些出版物包括《盲人》、《纽约达达》等。在这些刊物中，他们将旧的艺术讥称为“博物馆艺术”。
在这段时期内，杜尚开始以现成品来进行自己的艺术创作，并参加了“独立艺术家协会”组织。1917年，他发表了著名作品《喷泉》，是一个写有“R. Mutt”字样的小便池。然而这幅作品却被“独立艺术家社会”组织拒绝。
毕卡比亚对欧洲的出访加强了纽约、苏黎世和巴黎的达达主义组织之间的联系。他曾连续七年坚持出版达达主义期刊《391》。这本期刊从1917年至1924年在纽约、苏黎世和巴黎出版。
到1921年，大部分艺术家迁至巴黎。在那里，达达主义迎来了最后一个高峰并走向终结。

### 巴黎
法国的先锋派艺术家一直和苏黎世的达达主义者保持着密切的联系。查拉就和包括阿波利奈尔、布勒东在内的法国作家、评论家和艺术家长期保持通信。
巴黎的达达主义运动高峰出现在1920年。这一年，达达主义运动的很多元老来到巴黎。受查拉的影响，巴黎的达达主义者们也发表宣言，组织大规模示威运动，进行舞台表演并出版了大量的刊物。
达达主义的作品第一次出现在巴黎公众的视野内是在1921年的“独立者沙龙”上。让·克罗蒂和其他达达主义者们展览了自己的作品。

## 达达主义音乐
达达主义并不是一场严格意义上的视觉艺术或文学思潮，它也波及了音乐和录音领域。库尔特·施威特斯和阿尔伯特·萨维尼奥曾撰写《达达主义音乐》，一个名为“六人组”的乐队也曾在达达主义者的集会上演出过。

## 影响

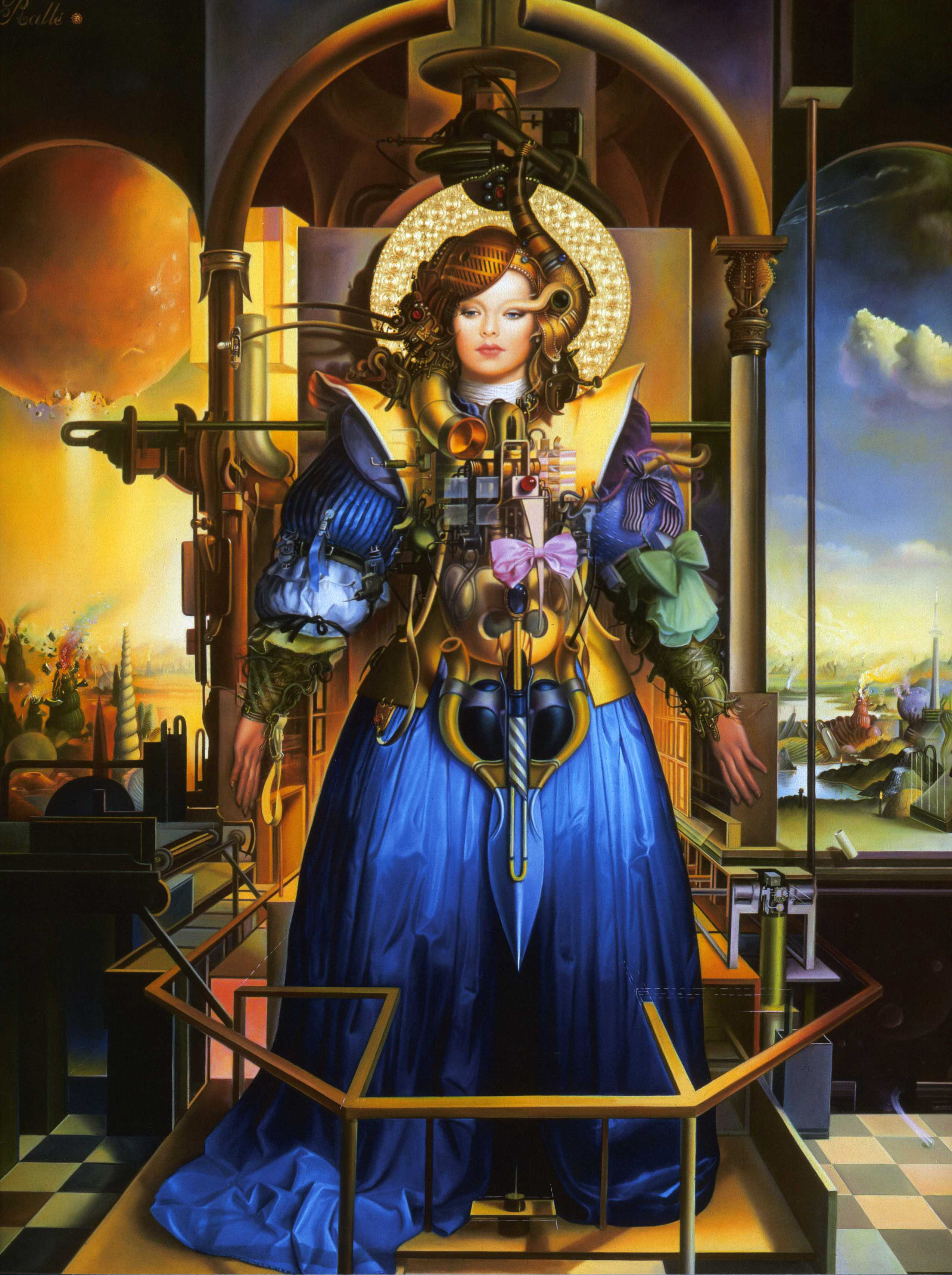
美國Rallé作品-藍女士

尽管达达主义在很大范围内得到了传播，但它终究是一个很不稳定的文艺思潮。到1924年，达达主义基本被新生的超现实主义所吞并，达达主义艺术家们也纷纷投奔其他流派，包括社会现实主义以及其他现代艺术流派。
第二次世界大战前期，欧洲的许多达达主义者再度流亡美国，有一些则死于希特勒的集中营之中，原因是希特勒不喜欢有颓废色彩的艺术。二战之后，许多新的文学和艺术流派纷纷诞生，达达主义的影响更加微弱。
1967年，在巴黎曾举办了一场大规模的对达达主义的追忆活动。
苏黎世的伏尔泰酒馆在达达主义运动殒灭后曾一度陷入沉寂，直到2002年，一群自称“新达达主义者”的艺术家们重新在此开始他们的活动。然而两个月后，这群人也逐渐消失。而伏尔泰酒店也被改建成一座博物馆，以纪念达达主义运动的历史。
总体上讲，达达主义并不是一个成熟的文艺流派，而只是一种过渡状态的文艺思维，其艺术理念不具任何建设性，而是建立在对旧秩序的毁灭的基础之上的，因此势必无法长久。但正因为达达主义激进的破旧立新观，20世纪大量的现代及后现代流派得以催生并长足发展。没有达达主义者的努力，这些是很难实现的。

## 代表人物及活动国家
- 纪尧姆·阿波利奈尔 – 法国
- 汉斯·阿尔普 – 瑞士、法国、德国
- 胡戈·巴尔 – 瑞士
- 约翰尼斯·巴德 – 德国
- 阿尔图尔·卡拉凡 – 法国
- 让·克罗蒂 – 法国
- 马塞尔·杜尚 – 法国、美国
- 马克思·恩斯特 – 德国
- 罗尔·豪斯曼 – 德国
- 艾米·翰宁斯 – 瑞士
- 理查德·胡森贝克 – 瑞士、德国
- 马塞尔·詹可 – 瑞士
- 克勒蒙·邦撒耶 – 比利时
- 弗朗西·毕卡比亚 – 法国、美国
- 曼·雷 – 法国、美国
- 汉斯·里克特 – 瑞士
- 库尔特·施威特斯 – 德国
- 苏菲·托伯 – 瑞士
- 特利斯坦·查拉 – 瑞士
- 比阿特丽斯·伍德 – 法国、美国